# Albert Lee
Albert William Lee (21 de diciembre de 1943) es un guitarrista inglés. Ha trabajado con una gran cantidad de músicos y bandas de diversos géneros. También ha llevado a cabo una carrera en solitario y es un notable compositor y director musical. Su padre fue músico, incentivando a Lee a estudiar piano en su infancia, para luego especializarse en los instrumentos de cuerda. Los músicos con los que ha trabajado incluyen a Eric Clapton, Bo Diddley, Jon Lord, Steve Morse, John 5, Joe Cocker, entre muchos otros.

## Discografía

### Solista
- Albert Lee – Hiding (1979)
- Albert Lee – Real Wild Child (1982)
- Albert Lee – Albert Lee (1982)
- Albert Lee – Speechless (1986)
- Albert Lee – Gagged But Not Bound (1987)
- Albert Lee – Black Claw/Country Fever (1991)
- Albert Lee – Heartbreak Hill (2003)
- Albert Lee – That's All Right Mama (2005)
- Albert Lee – Road Runner (2006)
- Albert Lee – In Full Flight! (2007)
- Albert Lee – Tear It Up (2007)
- Albert Lee – In Between The Cracks (2007)

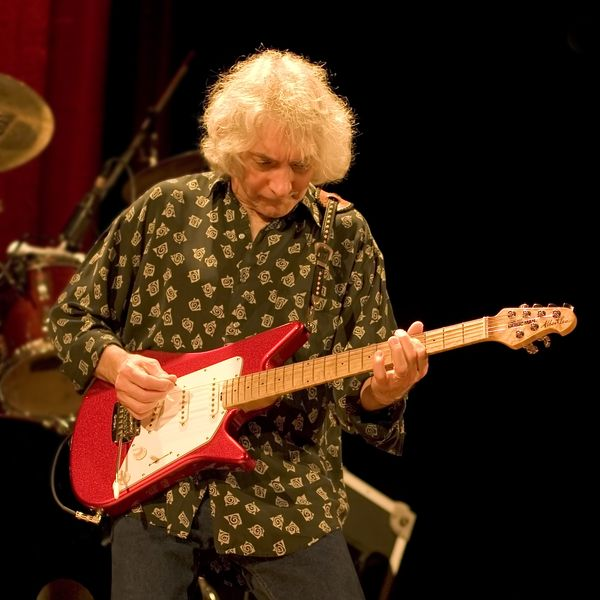
Albert Lee en el 2006.

- Albert Lee – Like This (2008)
- Albert Lee – Highwayman (2014)

### Colaboraciones
- Poet and the One Man Band – Poet and the One Man Band LP (1969)
- Heads Hands & Feet – Heads, Hands & Feet LP (1971)
- Heads Hands & Feet – Tracks LP (1972)
- Heads Hands & Feet – Let's Get This Show on the Road!
- Heads Hands & Feet – Jack Daniels Rare Old No.7
- Heads Hands & Feet – Old Soldiers Never Die LP (1973)
- Heads Hands & Feet – Home From Home – The Missing Album LP (1995)
- Bo Diddley – The London Bo Diddley Sessions
- Jerry Lee Lewis – The London Sessions
- Eddie Harris – E.H. in the U.K. (Atlantic, 1973)
- Herbie Mann - London Underground (Atlantic, 1973), Reggae (Atlantic, 1973), Reggae II (1973)
- Emmylou Harris – Luxury Liner, The Ballad of Sally Rose, Blue Kentucky Girl, Roses in the Snow, Evangeline
- Eric Clapton – Just One Night, Another Ticket, Money and Cigarettes
- John Prine – The Missing Years
- Rosanne Cash – Seven Year Ache
- Jon Lord – Gemini Suite
- Earl Scruggs – Earl Scruggs and Friends
- Ricky Skaggs - Don't Cheat In Our Hometown
- Paul Kennerley – The Legend of Jesse James
- The Crickets – Long Way From Lubbock, The Crickets and Their Buddies
- Joe Cocker – Sting Ray
- Nicolette Larson – The Very Best of Nicolette Larson
- Rodney Crowell – The Essential Rodney Crowell
- Dolly Parton – White Limozeen
- The Return Of Spinal Tap – DVD
- John 5 – Death Valley
- Carlene Carter – I Fell in Love
- Foster and Lloyd – Version of the Truth
- Nanci Griffith – I Knew Love
- Hugh Moffatt – Dance Me Outside
- Shakin' Stevens – Hot Dog
- Everly Brothers— Reunion Concert
- Don Everly – Sunset Towers
- The Refreshments – "Let It Rock"
- Dave Edmunds – "Sweet Little Lisa"
- Marcel Dadi – Nashville Rendez-vous
- Bert Jansch – Heartbreak
- Jerry Scheff – Fire Down Below
- Brad Paisley – Play
- Jackson Browne – Under the Falling Sky
- Jean-Pierre Danel – "Tulsa Time"
- Arlen Roth -Toolin' Around
- Maestro Alex Gregory - Bach on Steroids (2009)
- Maestro Alex Gregory - Another Millennium (2010)
- Steve Morse -The Introduction
- The Geoff Everett Band – The Quick and the Dead (2012)
- Maestro Alex Gregory - Holy Grail of 7 strings (2013)
- Various Artists - Guitar Heroes: Making History (2015)
- Jericho Summer - Night Train.
- Jericho Summer - Promises.